# سيزار أرزو أمبوستا
سيزار أرزو أمبوستا (بالإسبانية: César Arzo)‏ (مواليد 26 يناير 1986 في فياريال - إسبانيا) لاعب كرة قدم إسباني يلعب حاليا لصالح نادي الدرجة الأولى ريال بلد الوليد الإسباني منذ 2009 في مركز قلب الدفاع كما يجيد اللعب في مركز الوسط المدافع .

## روابط خارجية
- سيزار أرزو أمبوستا على موقع الاتحاد الدولي (مؤرشف)  (الإنجليزية)
- سيزار أرزو أمبوستا على موقع الاتحاد الأوربي (الإنجليزية)
- سيزار أرزو أمبوستا على موقع قاعدة بيانات كرة القدم.إي يو (الإنجليزية)
- سيزار أرزو أمبوستا على موقع ليكيب (الفرنسية)
- سيزار أرزو أمبوستا على موقع Soccerway.com (الإنجليزية)
- سيزار أرزو أمبوستا على موقع عالم كرة القدم.نت (الإنجليزية)
- سيزار أرزو أمبوستا على موقع AS.com (الإسبانية)